# Molí de Baix (Sant Feliu de Buixalleu)
El Molí de Baix és una obra de Sant Feliu de Buixalleu (Selva) inclosa a l'Inventari del Patrimoni Arquitectònic de Catalunya.

## Descripció
Edifici aïllat, situat al barri de Gaserans, molt a prop de la Farga de Gaserans, al terme municipal de Sant Feliu de Buixalleu.
Consta de planta baixa i pis i està cobert per un teulat a una vessant. Totes les obertures són en arc pla, exceptuant la porta d'entrada que té arc rebaixat, format a partir de dovelles, i l'arc d'un altre portal. Al costat dret de la porta d'entrada, hi ha dues finestres que destaquen pel seu coronament amb un element triangular.
Els murs són de maçoneria i estan arrebossats.
A la part posterior de l'edifici, encara es troba la bassa que feia funcionar el molí.

## Història
El molí és documentat des del 1240.
De la mateixa manera que el Molí de Dalt, aquest era propietat de l'abat del monestir de Breda.